# Käte Haack
Käte Haack, (o Käthe Haack) nata Käte Lisbeth Minna Sophie Isolde Haack, (Berlino, 11 agosto 1897 – Berlino Ovest, 5 maggio 1986), è stata un'attrice tedesca.
Attiva nel teatro già dal 1914 ha lavorato anche per il cinema principalmente nel periodo muto, continuando la sua carriera dopo l'avvento del sonoro. Il suo ruolo più importante è forse quello della baronessa ne Il barone di Münchhausen (Münchhausen) del 1943 dove fu partner di Hans Albers.
Ha preso parte anche a numerosi lavori televisivi.

## Filmografia
- Ein Gruss aus der Tiefe, regia di Emmerich Hanus (1915)
- Der Katzensteg, regia di Max Mack (1915)
- Pension Lampel, regia di Max Mack (1915)
- Meine Braut, seine Frau, regia di Danny Kaden (1916)
- Der Radiumraub, regia di Louis Neher (1916)
- Professor Erichsons Rivale, regia di Louis Neher (1916)
- Das Kind des Anderen, regia di Yevgeni Chervyakov (1916)
- Die Stricknadeln, regia di Hubert Moest (1916)
- Ein toller Einfall, regia di Georg Jacoby (1916)
- Die Mission der Gräfin Cerutti, regia di Georg Jacoby (1916)
- Die Dewadâsi, regia di Karl Heiland (1916)
- Das Tagebuch des Dr. Hart, regia di Paul Leni (1916)
- Veilchen Nr. 4, regia di Conrad Wiene, Robert Wiene (1917)
- Zwei blaue Jungen, regia di Alwin Neuß (1917)
- Die Perlen des Maharadschah, regia di Ernst Ludwig (1917)
- Die Hochzeit im Excentricclub, regia di Joe May (1917)
- Die Faust des Schicksals, regia di Alwin Neuß (1917)
- Der Jubiläumspreis, regia di Alwin Neuß (1917)
- Der feldgraue Groschen, regia di Georg Jacoby (1917)
- Das Spiel vom Tode, regia di Alwin Neuß (1917)
- Das Buch des Lasters, regia di Otto Rippert (1917)
- Der Weg, der zur Verdammnis führt, 1.Teil - Das Schicksal der Aenne Wolter, regia di Otto Rippert (1918)
- Sein bester Freund, regia di Uwe Jens Krafft (1918)
- Der Sohn des Hannibal, regia di Viggo Larsen (1918)
- Das rollende Hotel, regia di Harry Piel (1918)
- Ihr großes Geheimnis, regia di Leopold Bauer, Joe May (1918)
- Die Ratte, regia di Harry Piel e Joe May (1918)
- Sträfling 113 oder Die Ehre der Väter, regia di William Wauer (1918)
- Lorenzo Burghardt, regia di William Wauer (1918)
- Liebe und Leben, 1. Teil - Die Seele des Kindes, regia di Walter Schmidthässler (1918)
- Der seltsame Gast, regia di Fred Sauer (1918)
- Der Gattestellvertreter, regia di Adolf Gärtner (1918)
- Das Gerücht, regia di Adolf Gärtner (1918)
- Fräulein Mutter, regia di Carl Neisser (1919)
- Der Kampf um die Ehe - 1. Teil: Wenn in der Ehe die Liebe stirbt
- Der Kampf um die Ehe - 2. Teil: Feindliche Gatten
- Das Gift im Weibe, regia di Bruno Decarli, Carl Neisser (1919)
- Sklaven des Kapitals, regia di Wolfgang Neff (1919)
- Retter der Menschheit, regi di Franz Mehlitz, Karl Neißer (Carl Neisser)
- Irrwahn, regia di Hans Werckmeister (1919)
- Die schwarze Locke, regia di Willy Grunwald (1919)
- Der neue Herr Generaldirektor, regia di Hans Werckmeister (1919)
- Der Blick in den Abgrund, regia di Carl Neisser (1919)
- Die Spieler, regia di Willy Zeyn (1920)
- Föhn, regia di Hans Werckmeister (1920)
- Algol, regia di Hans Werckmeister (1920)
- Der gelbe Diplomat, regia di Fred Sauer (1920)
- Die Nackt-Tänzerin, regia di Walter Schmidthässler (1920)
- Dämon Blut - 2. Teil, regia di Fred Sauer (1920)
- Die Diktatur des Lebens - 1. Teil: Die böse Lust, regia di Willy Zeyn (1921)
- Die Trommeln Asiens, regia di Uwe Jens Krafft (1921)
- Arme, kleine Eva - 2. Teil, regia di Rudi Bach (1921)
- Vergiftetes Blut, regia di Fred Sauer (1921)
- Am Webstuhl der Zeit, regia di Holger-Madsen e Joe May (1921)
- Der tote Gast, regia di Karl Freund (1921)
- Der Held des Tages, regia di Rudi Bach (1921)
- Das Geheimnis der Santa Maria, regia di Lothar Mendes (1921)
- James Morres, regia di Léo Lasko (1921)
- Die Dame und der Landstreicher, regia di Alfred Halm (1921)
- Jugend, regia di Fred Sauer (1922)
- Die Schuhe einer schönen Frau, regia di Emmerich Hanus (1922)
- Das Liebesnest 1, regia di Rudolf Walther-Fein (1922)
- Der große Sensationsprozeß, regia di Karl Freund (1923)
- Die brennende Kugel, regia di Otto Rippert (1923)
- Wilhelm Tell, regia di Rudolf Dworsky, Rudolf Walther-Fein (1923)
- Freund Ripp, regia di Alfred Halm (1923)
- Der Sprung ins Leben, regia di Johannes Guter (1924)
- Mein Leopold, regia di Heinrich Bolten-Baeckers (1924)
- Heiratsschwindler, regia di Carl Boese (1925)
- Hedda Gabler, regia di Franz Eckstein (1925)
- Lebende Buddhas, regia di Paul Wegener (1925)
- Menschen untereinander, regia di Gerhard Lamprecht (1926)
- Kubinke, der Barbier, und die drei Dienstmädchen, regia di Carl Boese (1926)
- Die Unehelichen, regia di Gerhard Lamprecht (1926)
- Die versunkene Flotte, regia di Graham Hewett, Manfred Noa (1926)
- Schwester Veronica, regia di Gerhard Lamprecht (1927)
- Der Katzensteg, regia di Gerhard Lamprecht (1927)
- Irrwege der Liebe, regia di Heinrich Lisson (1927)
- Benno Stehkragen, regia di Trude Santen (1927)
- Der alte Fritz - 2. Ausklang, regia di Gerhard Lamprecht (1928)
- Unter der Laterne, regia di Gerhard Lamprecht (1928)
- Alraune la figlia del male (Alraune), regia di Richard Oswald (1930)
- Der Detektiv des Kaisers, regia di Carl Boese (1930)
- Lo scandalo di Eva (Skandal um Eva), regia di Georg Wilhelm Pabst (1930)
- Berlin Alexanderplatz, regia di Phil Jutzi (1931)
- È meglio l'olio di fegato di merluzzo (Dann schon lieber Lebertran), regia di Max Ophüls (1931)
- La terribile armata (Emil und die Detektive), regia di Gerhard Lamprecht (1931)
- Der Hauptmann von Köpenick, regia di Richard Oswald (1931)
- Nachtkolonne, regia di James Bauer (1932)
- Quick, re dei clown (Quick), regia di Robert Siodmak (1932)
- Zwei glückliche Tage, regia di Rudolf Walther-Fein (1932)
- L'avventura felice (Das schöne Abenteuer), regia di Reinhold Schünzel (1932)
- Tannenberg, regia di Heinz Paul (1932)
- Schuberts Lieder, regia di Johannes Guter (1932)
- Quando due litigano (Wenn zwei sich streiten), regia di Leopold Lindtberg (1932)
- Die Herren vom Maxim, regia di Carl Boese (1933)
- Bambola di carne (Liebe muss verstanden sein), regia di Hans Steinhoff (1933)
- Der Traum vom Rhein, regia di Herbert Selpin (1933)
- Wilhelm Tell, regia di Heinz Paul (1934)
- Der Polizeibericht meldet, regia di Georg Jacoby (1934)
- Konjunkturritter, regia di Fritz Kampers (1934)
- Der schwarze Walfisch, regia di Fritz Wendhausen (1934)
- Hanneles Himmelfahrt, regia di Thea von Harbou (1934)
- Die vier Musketiere, regia di Heinz Paul (1934)
- Der Meisterboxer, regia di Fred Sauer (1934)
- Ich heirate meine Frau, regia di Johannes Riemann (1934)
- Menschen im Schatten, Menschen im Licht, regia di Carl Hoffmann (1934)
- Herz ist Trumpf, regia di Carl Boese (1934)
- Hermine und die sieben Aufrechten, regia di Frank Wisbar (come Frank Wysbar) (1935)
- Ein falscher Fuffziger, regia di Carl Boese (1935)
- Die törichte Jungfrau, regia di Richard Schneider-Edenkoben (1935)
- Wunder des Fliegens: Der Film eines deutschen Fliegers, regia di Heinz Paul (1935)
- Pygmalion, regia di Erich Engel (1935)
- Familie Schimek, regia di E.W. Emo (1935)
- Schloß Vogelöd, regia di Max Obal (1936)
- Eine Frau ohne Bedeutung, regia di Hans Steinhoff (1936)
- Hans im Glück, regia di Robert Herlth e Walter Röhrig (1936)
- Fridericus, regia di Johannes Meyer (1937)
- Annelie, regia di Josef von Báky (1941)
- Tu mi appartieni (Dein Leben gehört mir), regia di Johannes Meyer (1939)
- Sotto la maschera (Verdacht auf Ursula), regia di Karl Heinz Martin (1939)
- Wildvogel, regia di Johannes Meyer (1943)
- Le avventure del barone di Münchhausen, regia di Josef von Báky (1943)
- Das Konzert, regia di Paul Verhoeven (1944)
- Gabriella  (Gabriela), regia di Géza von Cziffra (1950)
- Maja (Die verschleierte Maja), regia di Géza von Cziffra (1951)
- Wenn die Abendglocken läuten, regia di Alfred Braun (1951)
- Der Fürst von Pappenheim, regia di Hans Deppe (1952)
- Die tolle Lola, regia di Hans Deppe (1954)